# Chuchelná (district d'Opava)
Ne doit pas être confondu avec Chuchelna (district de Semily).
Chuchelná (en allemand : Kuchelna, précédemment : Kuchelna über Ratibor ; en polonais : Chuchelna, Kuchelna) est une commune du district d'Opava, dans la région de Moravie-Silésie, en République tchèque. Sa population s'élevait à 1 270 habitants en 2021.

## Géographie
Chuchelná se trouve à 14 km au sud-ouest de Racibórz (Pologne), à 17 km à l'est-nord-est d'Opava, à 22 km au nord-ouest d'Ostrava et à 264 km à l’est de Prague.
La commune est limitée par la Pologne au nord et à l'est, par Píšť, Bělá, Bohuslavice et Bolatice au sud, et par Kobeřice et Strahovice à l'ouest.

## Histoire
La première mention écrite de la localité date de 1349.

## Transports
Par la route, Chuchelná se trouve à 4 km de Krzanowice, à 21 km d'Opava, à 24 km d'Ostrava et à 350 km de Prague.